# Graellsia isabellae
Graellsia isabellae – gatunek motyla z rodziny pawicowatych występujący w Hiszpanii i we Francji. W Hiszpanii Graellsia isabellae jest pod ochroną.

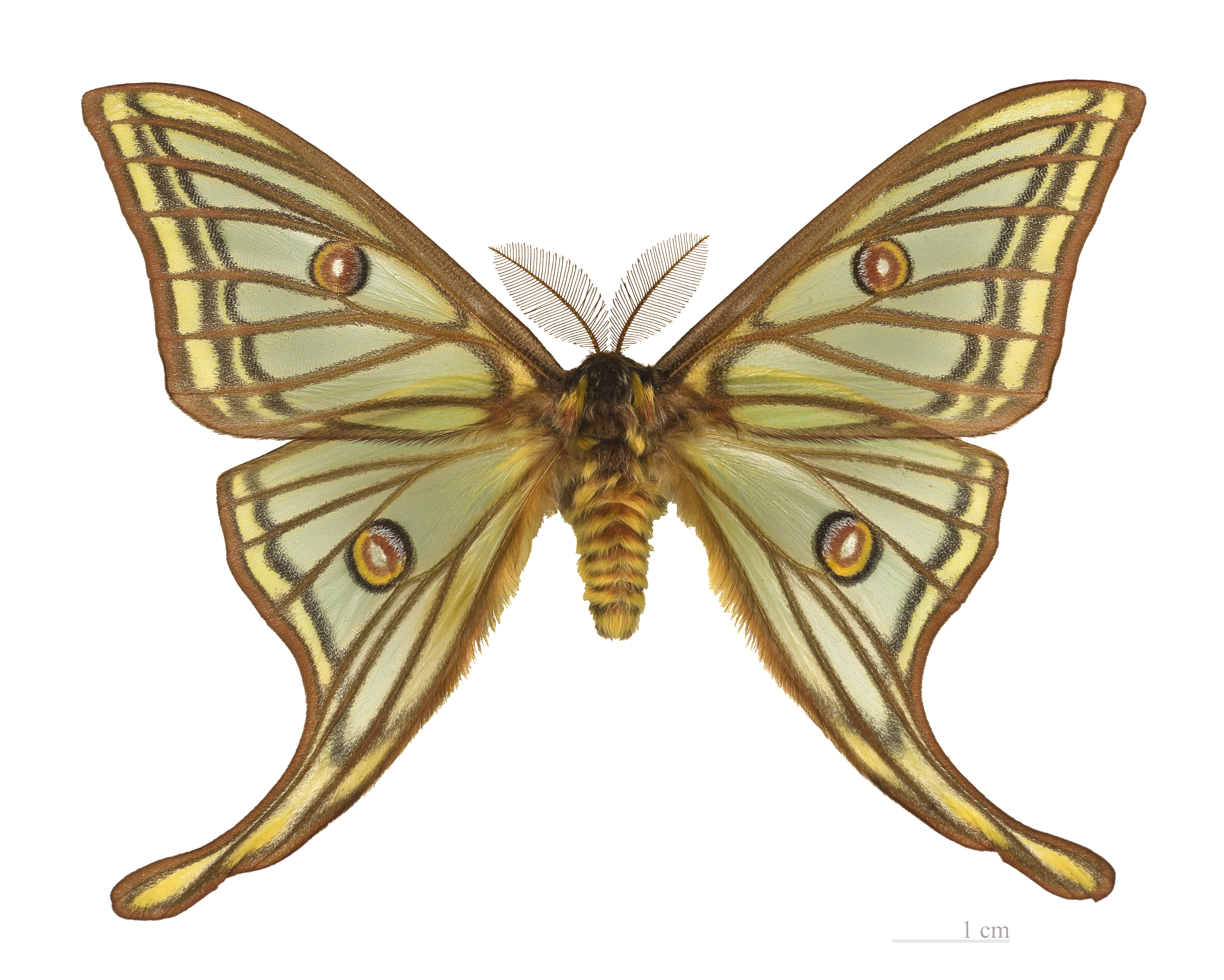
♂
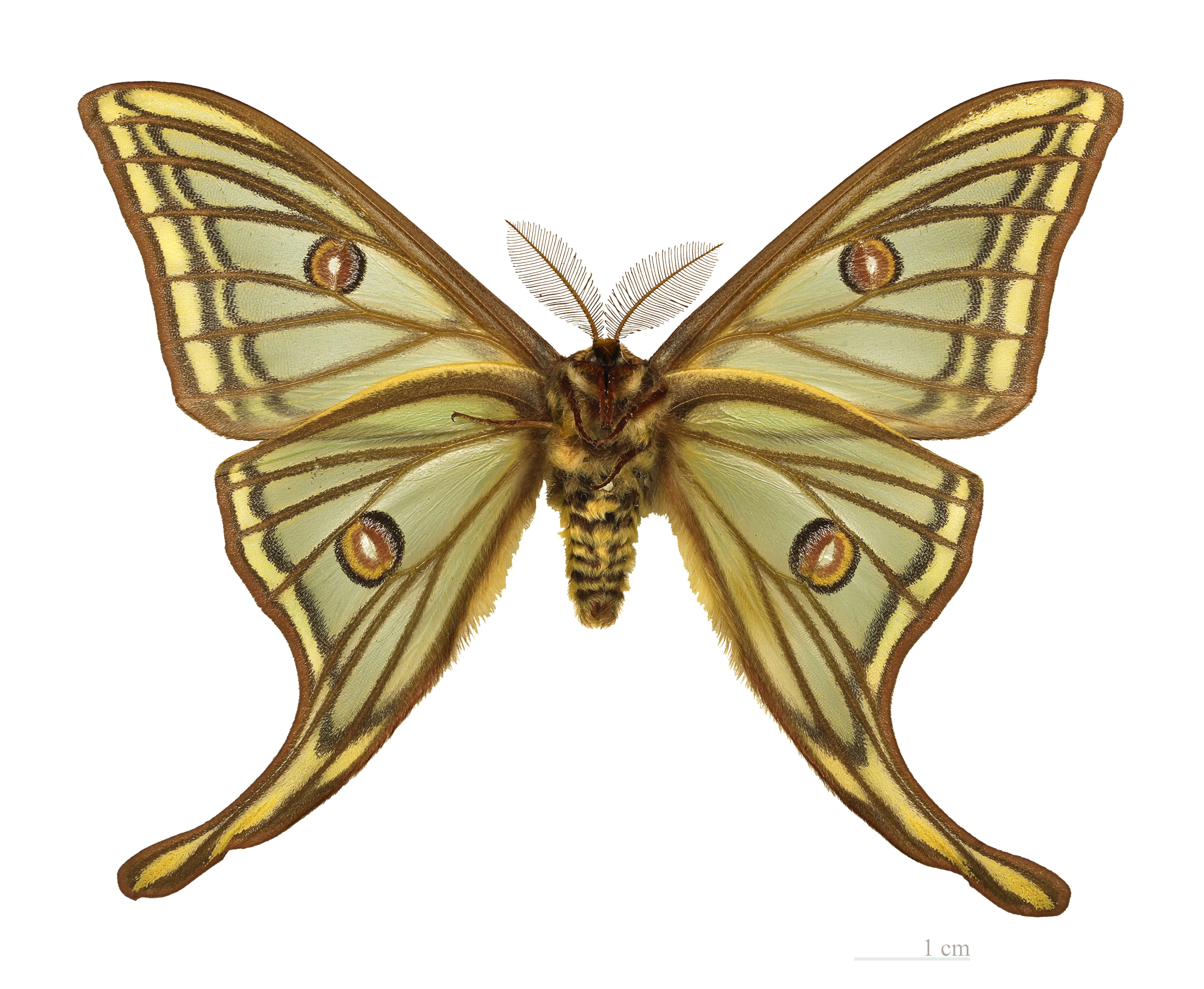
♂ - △
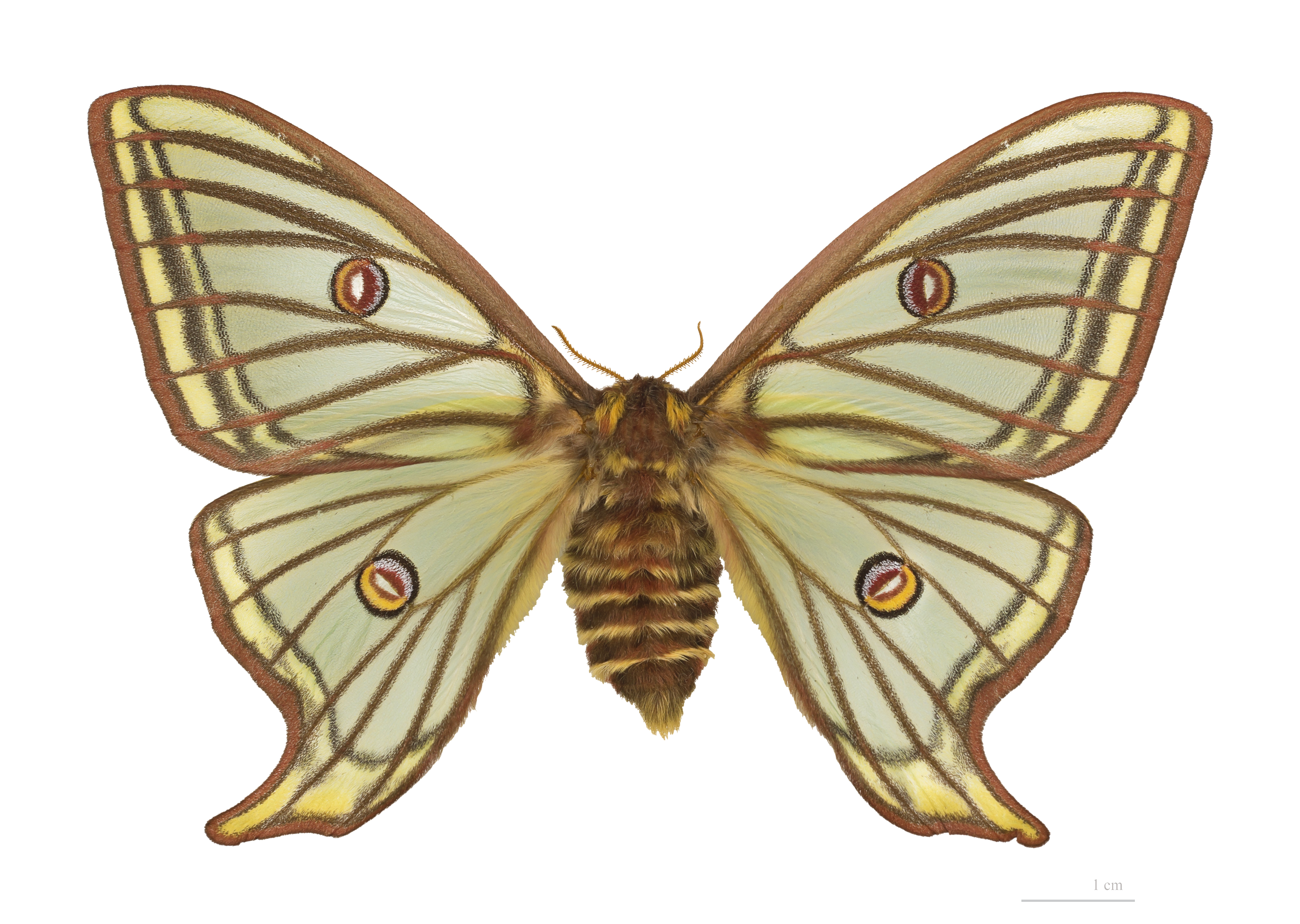
♀
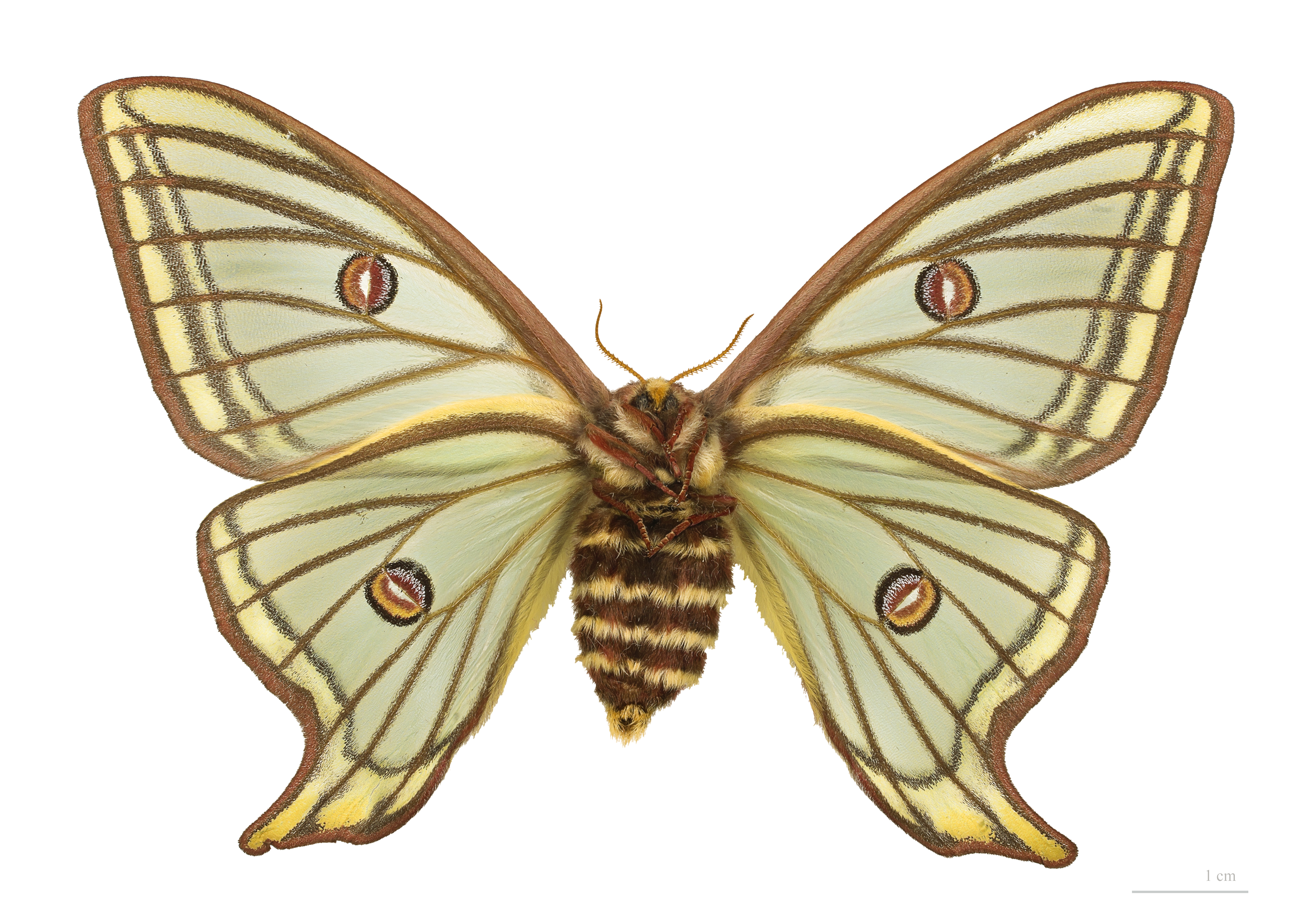
♀ - △